# (6248) 1991 BM2
(6248) 1991 BM2 (1991 BM2, 1975 EP4, 1989 TJ16, 1992 GK3) — астероїд головного поясу.
Тіссеранів параметр щодо Юпітера — 3,199.